# Jim Inhofe
James Mountain Inhofe (Des Moines, Iowa; 17 de noviembre de 1934-Tulsa, 9 de julio de 2024) fue un político estadounidense. Como miembro del Partido Republicano, que ejerció como senador sénior para Oklahoma desde 1994 a 2023. En el Congreso está entre las mayores voces negacionistas del cambio climático. A menudo cita la Biblia como fuente de su posición en varios aspectos políticos.
En febrero de 2022, Inhofe anunció su retiro para fines del 117.º Congreso, lo que lleva a convocar a una elección especial en Oklahoma para llenar la vacante. La fecha de realización de esta, será el 8 de noviembre, en coincidencia con las elecciones de medio término.

## Puntos de vista políticos
Inhofe es uno de los miembros más conservadores de cada casa del Congreso (el octavo senador más conservador, de acuerdo con los rankings de miembros liberales y conservadores del Congreso, del National Journal de marzo de 2007.)
Como miembro del Comité de Servicios Armados, fue uno de los miembros del jurado que interrogaron a los testigos sobre los casos de Tortura en Abu Ghraib. Allí fue noticia al afirmar que estaba "indignado por la indignación" por las revelaciones de abuso, lo que sugiere que la impresión por los crímenes era más ofensiva que los crímenes por sí mismos. También ha criticado a la Cruz Roja como un "corazón sangrado". En 2006 fue uno de los únicos nueve senadores que votaron en contra del "Acto del tratamiento del detenido de 2005" que prohibía la tortura en individuos bajo la custodia del gobierno de los Estados Unidos.
Inhofe, expresidente del Comité del Senado sobre el Medio Ambiente y Obras Públicas, es un fuerte crítico del consenso científico de que el cambio climático se está produciendo como resultado de actividades humanas. En un discurso en el Senado el 28 de julio de 2003, dijo que ofrecer "pruebas concluyentes de que el calentamiento global catastrófico es un engaño. Esta conclusión está respaldada por la ardua labor de los principales científicos del clima."
En un discurso en el Senado (4 de marzo de 2002) presentó su posición en "siete razones por las que Israel tiene derecho a su tierra".
El senador Inhofe es uno de una pequeña minoría de los senadores que se opusieron a la ampliación del acceso a los estudiantes bajando los tipos de interés. Según el Daily Progress Claremore, Inhofe fue uno de los 12 senadores que votaron en contra de un proyecto de ley del 2007 para reducir las tasas de interés sobre préstamos a los estudiantes en la mitad del 6,8% al 3,4%. El proyecto se aprobó con 79 contra 12 votos.
Inhofe ha sido, en general, visto como hostil por los grupos de defensa de LGBT. Inhofe está a favor de una enmienda constitucional que prohíba el matrimonio del mismo sexo, contra la adición de orientación sexual a la definición de los crímenes de odio, y votó en contra de la prohibición a la discriminación laboral sobre la base de la orientación sexual.
El 6 de junio de 2006, en un discurso en la cámara del Senado sobre la Enmienda Federal de Matrimonio Propuesta, dijo, apuntando a una foto grande de su familia:

...Como podéis ver, y este es el más importante alegato que tendremos durante todo el debate, mi esposa y yo hemos estado casados durante 47 años. Tenemos 20 hijos y nietos. Estoy realmente orgulloso de decir que en la historia registrada de nuestra familia, nunca hemos tenido un divorcio o cualquier tipo de relación homosexual.

En 2017, le escribió una carta al presidente Donald Trump para pedirle que saque a Estados Unidos del Acuerdo de París, el cual busca reducir los efectos del cambio climático. Según la ONG Center for Responsive Politics, ha recibido desde 2012 más de 529.000 dólares de grupos de interés de la industria del petróleo, del gas y del carbón.